# Деккер, Лаура
Лаура Деккер (англ. Laura Dekker; род. 20 сентября 1995, Фангареи, Новая Зеландия) — голландская яхтсменка.
Лаура родилась на территории Новой Зеландии, в порту Фангареи, когда её родители совершали кругосветное плавание. Имеет гражданство Нидерландов (по отцу и месту жительства), Новой Зеландии (по месту рождения) и Германии (по матери). 
В 2009 году объявила о намерении отправиться в кругосветное плавание на своей двенадцатиметровой яхте «Гуппи» (Guppy) — чтобы стать самым юным яхтсменом, в одиночку обошедшим земной шар. Голландские власти выступили против этого плана ввиду её возраста. В декабре того же года она нарушила судебное постановление и скрывалась на голландских Антильских островах, откуда, однако, была возвращена домой.
В июле 2010 года голландский суд снял с неё ограничения.
20 января 2011 года Деккер ушла на своей яхте с острова Синт-Мартен (Sint Maarten, остров Святого Мартина) в Карибском море и, обогнув Землю, вернулась.
Поход протяжённостью 27 тысяч морских миль завершился в субботу вечером 21 января, хотя по расчётам она должна была вернуться домой до 17 сентября 2012 года.
Путешествие Деккер длилось 519 дней. Лаура стала самой юной мореплавательницей, совершившей одиночное кругосветное путешествие.
Она побила рекорд по возрасту, принадлежавший австралийке Джессике Уотсон, которая завершила плавание за три дня до своего 17-летия.